# Luís Filipe Ângelo Rodrigues Fernandes
Luís Filipe Ângelo Rodrigues Fernandes (Cantanhede, Portugal, 14 de junio de 1979) es un futbolista portugués. Juega de defensa y su actual equipo es el SC Olhanense de la Liga Sagres de Portugal. 

## Selección nacional
Ha sido internacional con la Selección de fútbol de Portugal Sub-21.

## Clubes
| Club                 | País     | Año       |
| -------------------- | -------- | --------- |
| Académica de Coimbra | Portugal | 1998-1999 |
| Atlético Madrid B    | España   | 1999      |
| Sporting Braga       | Portugal | 1999-2001 |
| Sporting de Lisboa   | Portugal | 2001-2004 |
| CS Marítimo          | Portugal | 2004-2005 |
| Sporting Braga       | Portugal | 2005-2007 |
| SL Benfica           | Portugal | 2007-2008 |
| Vitória SC           | Portugal | 2008-2009 |
| SL Benfica           | Portugal | 2009-2011 |
| SC Olhanense         | Portugal | 2011-     |